# Guadalupe (Spanyolország)
Guadalupe (extremadurai nyelven Guadalupi) egy község Spanyolországban, Cáceres tartományban. Guadalupe Alía, Cañamero, Navezuelas és Villar del Pedroso községekkel határos. Lakosainak száma 1752 fő (2024).

## Népesség
A település népessége az elmúlt években az alábbi módon változott:
| Lakosok száma | 2348 | 2232 | 2206 | 2096 | 2063 | 2021 | 1999 | 1862 | 1822 | 1752 |
|               | 2001 | 2004 | 2006 | 2009 | 2011 | 2014 | 2016 | 2019 | 2021 | 2024 |